# Prodoretus malabariensis
Prodoretus malabariensis är en skalbaggsart som beskrevs av Ohaus 1912. Prodoretus malabariensis ingår i släktet Prodoretus och familjen Rutelidae. Inga underarter finns listade i Catalogue of Life.